# Zorawar Singh Kahluria
Zorawar Singh Kahluria (Himachal Pradesh, 1784 – Tibet, 12 dicembre 1841) è stato un generale indiano rajput dell'Impero Sikh nel subcontinente indiano.
Fu agli ordini, come generale e poi visir (primo ministro), del sovrano dogra Gulab Singh, a sua volta vassallo dell'imperatore sikh Ranjit Singh. Dato il suo retaggio di conquiste nell'Himalaya, (Ladakh, Tibet, Baltistan e Skardu), alcuni storici lo hanno definito il "Conquistatore del Ladakh".

## Gioventù e carriera
Nacque nel 1784 in una famiglia indù kahluria rajput nel principato di Kahlur (Bilaspur), oggi nell'Himachal Pradesh. La sua famiglia emigrò nella zona di Jammu, dove, raggiunta l'età utile, Zorawar prese servizio sotto il Raja Jaswant Singh di Marmathi (moderno distretto di Doda), venendo poi assoldato dall'ambizioso Raja Gulab Singh di Jammu e collocato agli ordini del comandante del forte di Reasi (forte Bhimgarh). Incaricato di consegnare un messaggio di routine a Gulab Singh, Zorawar gli raccontò dello spreco finanziario che avveniva nell'amministrazione del forte, presentando spavaldamente un proprio schema di risparmi. Impressionato dalla sua sincerità, Gulab Singh gli affidò il comando del forte.
Zorawar Singh adempì perfettamente all'incarico, tanto che il sovrano lo nominò intendente generale di tutti i forti a nord di Jammu. In seguito fu nominato governatore di Kishtwar e gli fu concesso il titolo di Wazir (ministro).
Pur trattandosi di una regione di nuova conquista, Zorawar non ebbe problemi nel mantenervi la pace; molti dei rajput locali furono reclutati nel suo esercito. Nel 1835 la confinante regione del Paddar fu sottratta a Chamba (ora nell'Himachal Pradesh) nel corso di una battaglia. E più tardi Paddar divenne famosa per le sue miniere di zaffiri. Ma si trattava soltanto di un evento secondario rispetto alle spedizioni più famose, in cui il generale Zorawar Singh si era già impegnato l'anno precedente.

## Le campagne del Ladakh

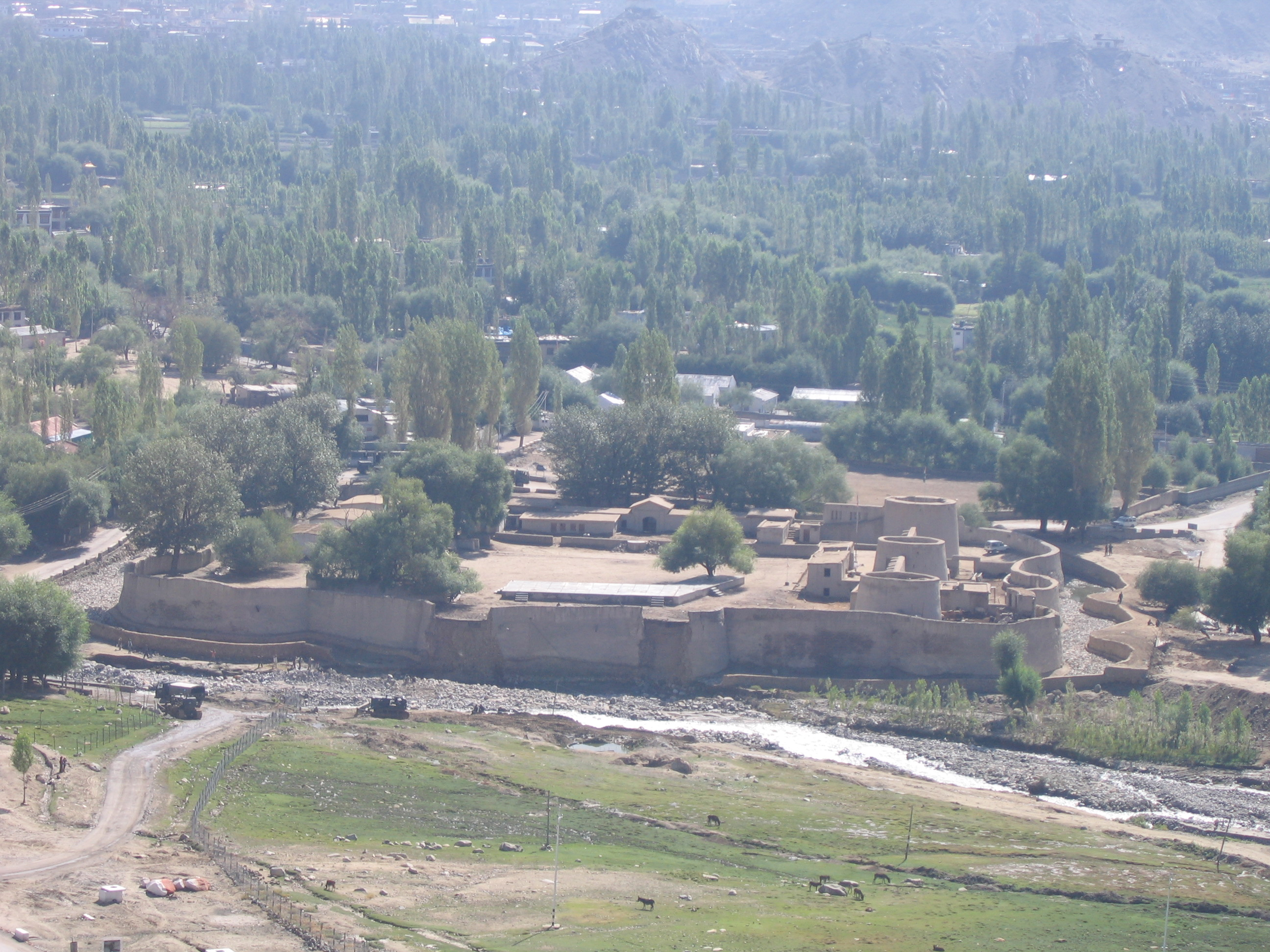
Forte di Zorawar in Ladakh

A est di Kishtwar e Kashmir si levano le montagne ammantate di neve dell'alto Himalaya, da cui nascono i fiumi della Gola dello Zanskar; il Suru e il Drass nascono da queste nevi e scorrono attraverso il Ladakh fino ad affluire nell'Indo. Diversi minuscoli principati della zona erano tributari del Gyalpo (re) del Ladakh, e nel 1834 uno di questi, il Raja di Timbus, cercò l'aiuto di Zorawar contro questo Gyalpo. Nel frattempo lo stesso generale aveva fatto fuoco e fiamme per distinguersi, espandendo il territorio del raja Gulab Singh, mentre contemporaneamente, stando al Gulabnama, il Kishtwar era afflitto da una siccità tale da provocare una diminuzione nelle entrate, costringendo Zorawar a procurarsi denaro con la guerra.
I rajput di Jammu e dell'Himachal sono tradizionalmente eccellenti nel combattimento in montagna, quindi Zorawar non ebbe problemi ad attraversare le catene montuose per penetrare attraverso la sorgente del Suru nel Ladakh, dove i suoi 5000 uomini sconfissero un esercito di Bhotiya locali. Dopo essere avanzato su Kargil e avere sottomesso strada facendo i proprietari feudali, Zorawar ottenne la sottomissione dei ladakhi. Tuttavia Tsepal Namgyal, il Gyalpo, inviò il suo generale Banko Kahlon ad aggirarlo su un percorso tortuoso per tagliare le sue comunicazioni. Ma l'astuto generale ripiegò su Kartse, dove riparò le sue truppe per tutto l'inverno. Quindi, nella primavera del 1835 sconfisse il grosso esercito ladakhi di Banko Kahlon, facendo avanzare le sue vittoriose truppe verso Leh. A quel punto il Gyalpo acconsentì a pagare 50.000 rupie come indennità di guerra e altre 20.000 come tributo annuo.
Allarmato dai successi dei dogra, il governatore del Kashmir, Mehan Singh, incitò i capi locali ladakhi a ribellarsi, ma Zorawar marciò rapidamente a ritroso verso le valli himalaiane e sottomise i ribelli, costringendo questa volta anche il Raja di Zanskar a pagare un tributo separato a Jammu. Nel 1836, tuttavia, fu Mehan Singh, che era in rapporti con il durbar (la corte) di Lahore, a istigare il Gyalpo alla rivolta: Zorawar fece avanzare in tappe forzate i suoi uomini a sorprendere in dieci giorni i ladhaki, che furono costretti a sottomettersi. Dopo di che Zorawar costruì un forte fuori di Leh, stazionandovi una guarnigione di 300 uomini sotto il comando di Dalel Singh. Il Gyalpo fu esiliato in una sua proprietà, e fu nominato re un generale ladakhi, Ngorub Stanzin. Questi tuttavia si macchiò di slealtà, per cui nel 1838 il Gyalpo fu rimesso sul suo trono.

## Campagna del Baltistan
A nord ovest del Ladakh e a nord del Kashmir si estende la regione del Baltistan. Muhammad Shah, figlio del sovrano di Skardu, il raja Ahmad Shah, fuggì a Leh, dove cercò l'aiuto del Gyalpo e di Zorawar contro il proprio padre. Alcuni dei nobili ladakhi consentirono tuttavia ad Ahmad Shah di imprigionare il figlio e cercarono il suo aiuto in una rivolta generale contro i dogra. Dopo avere sconfitto questi ribelli, nell'inverno di 1839/40 Zorawar invase il Baltistan, aggiugendo un grosso contingente di locali al proprio esercito.
L'avanguardia di 5000 uomini sotto il comando di Nidhan Singh perse la strada nel freddo e nella neve e fu circondata dal nemico; molti soldati morirono di freddo. Dopo di che Mehta Basti Ram, eminente rajput del Kishtwar, stabilì un contatto con il grosso della forza, e al loro arrivo i bhotiya di Skardu furono sconfitti e costretti alla fuga. Essi furono inseguiti fino al forte di Skardu, che fu attaccato da Zorawar per alcuni giorni, finché una notte i dogra scalarono la ripida montagna alle spalle del forte e dopo qualche combattimento conquistarono il fortino posizionato sulla cresta. Da questa posizione il giorno dopo iniziarono a sparare sul forte principale, costringendo il raja ad arrendersi. Quindi Zorawar costruì un forte sulle rive dell'Indo, stazionandovi un contingente di suoi soldati.
Dopo aver messo Muhammad Shah sul trono in cambio di un tributo annuale di 7000 rupie, un contingente di dogra sotto il comando di Wazir Lakhpat avanzò verso ovest, conquistando il forte di Astor e facendone prigioniero il raja, Darad. Quest'ultimo tuttavia era tributario di Mehan Singh, il governatore de Kashmir, il quale a quel punto era preoccupato per le conquiste dei dogra, visto che essi si limitavano a espandere il regno di Gulab Singh senza portare alcun beneficio al durbar di Lahore. Le sue lamentele presso lo stesso durbar furono trasmesse a Jammu a raja Gulab Singh, che ordinò il rilascio di raja Darad.

## Spedizione nel Tibet
A quel punto Zorawar Singh rivolse le sue energie a est, verso il Tibet e nel maggio del 1841, con un esercito di 6000 uomini, in grande maggioranza dogra di religione indù, penetrò nel Ladakh, dopo di che invase il Tibet.
Una colonna, comandata dal principe ladakhi Nono Sungnam, seguì il corso dell'Indo verso la sua sorgente. Un'altra colonna di 300 uomini, comandata da Ghulam Khan, avanzò lungo le montagne che portano alla catena del Kailash, quindi a sud dell'Indo. Lo stesso Zorawar guidò 3000 uomini nella zona pianeggiante dove si trova il Pangong Tso (lago). Spazzando via ogni resistenza davanti a loro, le tre colonne conversero su Gartok, sconfiggendo la piccola forza tibetana ivi stazionata. Il comandante nemico fuggì a Taklakot (Burang, Purang), ma il 6 settembre 1841 Zoarawar ne assalì il forte. A quel punto fu raggiunto da messi del Tibet e da agenti del maharaja del Nepal, il cui regno si trovava a non molti chilometri da lì.

La caduta di Taklakot trova menzione nel rapporto inviato a Lhasa dal residente imperiale cinese, Meng Bao:
(Meng Bao, Residente a Lhasa per conto dell'imperatore cinese Qing)
Zorawar e i suoi uomini, da buoni indù, andarono in pellegrinaggio a Manasarovar e Kailash. Aveva esteso a più di 700 chilometri di territorio inospitale la sua linea di comunicazioni e rifornimento, costruendo via via fortini e picchetti armati. Vicino a Taklakot fu costruito il forte Chi-T’ang, dove Mehta Basti Ram fu posto al comando di 500 uomini con 8 o 9 cannoni. Con l'arrivo dell'inverno tutti i passi e le strade rimasero bloccati per la neve, per cui, nonostante i meticolosi preparativi di Zorawar, su una distanza così lunga i rifornimenti per l'esercito dogra non poterono arrivare.
Mentre il freddo intenso, accoppiato a pioggia, neve e fulmini, continuava settimana dopo settimana, molti dei soldati persero le dita di mani e piedi per congelamento. Altri morirono di fame, mentre altri ancora bruciarono il legno del calcio dei moschetti per riscaldarsi. Tibetani e cinesi riformarono i ranghi e avanzarono per dare battaglia, aggirando il forte dogra di Chi-T’ang. Zorawar e i suoi uomini si scontrarono con loro nella battaglia di Doyo il 12 dicembre 1841: nei primi scambi di colpi di arma da fuoco il generale rajput fu ferito alla spalla destra, ma brandì una spada con la sinistra. A quel punto i cavalieri tibetani caricarono la posizione dogra, e uno di essi infilzò la sua lancia nel petto di Zorawar.
(Giuseppe Tucci)
La campagna fu conclusa dal Trattato di Chushul stipulato il "3 Assuj, samvat 1899", ovvero il 16/17 settembre 1842, dai rappresentanti dell'impero cinese Qing e del Dalai Lama di Lhasa con quelli di Gulab Singh, dove si sanciva:

## Giudizio complessivo
Alle grandi imprese militari di Zorawar Singh fece riscontro una vita di modestia e ritegno. Egli era tanto onesto da trasferire al suo signore qualsiasi dono o tributo venisse a lui, così che non lasciò agli eredi né vaste proprietà né forzieri: unicamente un retaggio di successi militari che impose agli storici di definirlo il "Napoleone dell'India".